# Polizeiliche Taktik
Die polizeiliche Taktik ist die Vorgehensweise eines polizeilichen Handelns zur Bewältigung von Polizeieinsätzen und bei Gesprächen, beispielsweise bei Vernehmungen (Vernehmungstaktik). 

## Absicht
Die Taktik kann einer Vielzahl von Zielen dienen, diese werden in einem schriftlichen oder mündlichen Einsatzbefehl festgelegt. Ziele einer Taktik können zum Beispiel sein: die Wahl und Menge der Führungs- und Einsatzmittel (Einsatz von Kräften und Gerät) und deren Verwendung, die Aufstellung der Polizeifahrzeuge (vor dem Abrücken, an der Einsatzstelle, Stellung einer Fahrzeugwache), das Vorgehen der Kräfte bis hin zur Öffentlichkeitsarbeit und der Wahl des Polizeiführers. Wichtig sind dabei die Führungs- und Einsatzmittel sowie ggfs. speziell geschultes Personal wie beispielsweise der Einsatz von Angehörigen der Spezialeinheiten oder der Verhandlungsgruppe.

## Durchführung
Die Taktik ist im Idealfall lageangepasst, geordnet, zielgerichtet und zeitnah gestaltet. Sie passt sich an einsatzrelevante Geschehnisse, die sog. polizeiliche Lage, an. Eine Taktik ist in der Praxis stets verschiedenartig und kann sich beispielsweise in Geiselnahmen und mobilen Lagen komplex entwickeln. Die Taktik findet ihr Ende im Abschluss eines Ziels, zum Beispiel ein Personengewahrsam oder eine Beweissicherung im Rahmen der Strafverfolgung. 
Je bedeutender das gefährdete Rechtsgut und je riskanter die Lage ist, umso mehr Kräfte und Einsatzmittel müssen an den Ereignisort herangeführt werden. Außerdem verkompliziert sich die Koordinierung und Organisation. Da die Praxis im Allgemeinen nicht geplant werden kann und Einsätze äußerst vielgestaltig sind, ist eine theoretische Ausarbeitung im Voraus praktisch unmöglich. Dennoch existieren sogenannte Einsatzkonzepte, die Anhaltspunkte zur Organisation und zu Handlungsweisen geben.
Die Festsetzung der Taktik und deren Durchführung ist allein dem Einsatzleiter an der vor Ort, ersatzweise der Leitstelle, vorbehalten. Bezüglich des Einsatzbefehls ist unter anderem einzubeziehen: Kräfteansatz (einschließlich Abziehungen und Bildung von Reserven), Einsatz- und Ausweichkanal (Funk), Stärke und Standort benachbarter Kräfte, Kennwörter für Zivilkräfte und vieles mehr.

## Bedeutung und Auswirkung
Die Anwendung von Taktiken ist alltäglich und wird bereits bei einfachen Einsätzen angewandt. Es gibt zwar für bestimmte Taktiken theoretische Grundkonzepte, allerdings sind diese mehr Empfehlungen als Handlungsanweisungen. Aufgrund des Facettenreichtums eines Einsatzes ist eine Ausarbeitung aller denkbaren Taktiken im Voraus praktisch unmöglich.
Bedeutend für eine Taktik ist die Kenntnis der Lage durch Aufklärung (Informationsgewinnung) und Weitergabe (Informationsaustausch) an Entscheidungsträger, u. U. auch an alle Einsatzkräfte

## Wichtige Bestandteile
Teil der polizeilichen Taktik sind insbesondere
- Zugriff (Ort, Zeit, Mittel, Weg)
- Äußere und innere Absperrung, z. B. Objekte oder Straßen
- Festnahme, vgl. Festnahmetechnik
- Fahndungen
- Einrichtung von Kräfte- und Zeugensammelstellen bei größeren Lagen
- Raumschutz
- Vor- und Nachaufsicht
- Einsatz ausreichender und geeigneter Einsatzkräfte
- bei Demonstrationen Leberwursttaktik, Wanderkessel, Polizeikessel

Bei größeren Lagen wie Amokläufen sind Einsatzleiter für die Bestimmung der Taktik verantwortlich, z. B. ein Einheits- oder Polizeiführer. Bei normalen Lagen bestimmt der Streifenführer oder die Leitstelle die Taktik. Näheres regelt innerdienstlich die Polizeidienstvorschrift 100 – Führung und Einsatz der Polizei (Ausgabe 1999).
Das Gebiet zählt in der Polizeiausbildung bzw. in der Polizeiwissenschaft zur Führungs- und Einsatzlehre (FEL). 
Im weiteren Sinn zählt die Eigensicherung, das Verhalten des Beamten beim Kontakt mit dem polizeilichen Gegenüber, ebenfalls dazu. Dies ist der Fall, wenn entsprechende Verfahren angewandt werden. Beispiel: Eine Person sitzt im Streifenwagen grundsätzlich mit einem Beamten hinter dem Beifahrersitz, damit er den Fahrer nicht ohne Weiteres angreifen kann.